# ستيفن رايت (لاعب كرة قاعدة)
ستيفن رايت (بالإنجليزية: Steven Wright) هو لاعب كرة قاعدة أمريكي، ولد في 30 أغسطس 1984 في توررانسي في الولايات المتحدة.

## وصلات خارجية
- ستيفن رايت على موقع دوري كرة القاعدة الرئيسي (الإنجليزية)
- ستيفن رايت على موقعبيزبول رفرنس.كوم (الدوري الرئيسي) (الإنجليزية)
- ستيفن رايت على موقعبيزبول رفرنس.كوم (الدوري الثانوي) (الإنجليزية)
- ستيفن رايت على موقع إي إس بي إن.كوم (أم.أل.بي) (الإنجليزية)
- ستيفن رايت على موقع مشجعي الرسوم البيانية (الإنجليزية)